# Hector Hammond
Hector Hammond è un personaggio dei fumetti DC Comics. Supercriminale dell'universo DC, è principalmente uno dei nemici di Lanterna Verde. Il personaggio fu creato da John Broome e Gil Kane, e originariamente comparve in Lanterna Verde (vol.2) n. 5 (marzo - aprile 1961). A differenza di molti supercriminali, Hammond non utilizza un alias.

## Biografia del personaggio
Hammond è un criminale insignificante in fuga dalla legge quando scopre il frammento di una strana meteora in un bosco (il resto della meteora che cadde in Africa, super evolse Gorilla Grodd e gli altri gorilla di Gorilla City). Osservando le radiazioni provenienti dalla meteora causare una veloce crescita delle piante, Hammond decise di rapire quattro scienziati ed esporli alla meteora. Le radiazioni accrebbero le loro facoltà mentali ma ebbero un forte impatto sulla loro volontà. Hammond costrinse gli scienziati ad utilizzare il loro alto intelletto per costruire nuove invenzioni, che vendette per il proprio profitto.
Hammond divenne presto una celebrità grazie alla ricchezza acquisita. La Lanterna Verde Hal Jordan chiese ad un suo amico meccanico, Thomas Kalmaku, di prendere il ruolo di Lanterna Verde mentre lui avrebbe investigato su Hammond. Jordan creò un duplicato del costume e dell'anello per ingannare Hammond. Inconsapevole dell'impersonificazione, Hammond rapì Kalmaku, rubò il suo anello e lo trasformò in uno scimpanzé. Jordan si confrontò personalmente con Hammond in una battaglia tra anelli del potere che terminò solo quando l'anello di Hammond finì la sua carica, permettendo a Jordan di catturarlo e di ripristinare le sembianze di Kalmaku e le menti degli scienziati.
Hammond fece ritorno in Justice League of America n.14 (settembre 1962), dove progettò di scappare di prigione e deliberatamente espose sé stesso alla meteora. Le radiazioni causarono l'ingrossamento del suo cervello a dimensioni enormi, donandogli poteri psichici e immortalità. Per contro, il suo corpo si atrofizzò completamente e perse la capacità di parlare. Intrappolato in uno stato di immobilità completa, Hammond può comunque utilizzare i suoi poteri psichici per controllare le menti altrui. Tentò di rubare l'anello di Lanterna Verde, ma Jordan fece sì che l'anello perdesse la sua carica una volta che avesse lasciato il suo dito, dopodiché Jordan rese Hammond incosciente.
Hammond è il responsabile della creazione della Seconda Banda della Scala Reale in Justice League of America n.203 (giugno 1982). Hammond e la Gang vennero sconfitti quando il Dottor Martin Stein, una metà del supereroe Firestorm, sottomette Hector al suo piano astrale.
In aggiunta al combattimento con Hal Jordan, Hammond combatté anche contro Alan Scott così come contro Kyle Rayner.

### DopoGreen Lantern: Rebirth
Hammond riapparve quando Hal Jordan riprese il ruolo di Lanterna Verde. Recentemente, dopo la sua cattura e ulteriori esperimenti da parte dei gremlyns, gli alieni che inviarono la meteora e gli diedero i poteri, sembrò aver recuperato la capacità di parlare senza utilizzare la telepatia.
Hammond comparve anche nello speciale Crisi infinita: Criminali uniti, quando evase di prigione insieme ad altri supercriminali.

### Origini segrete
Hammond comparve anche in Origini segrete, dove affermò di essere il ragazzo di Carol Ferris. Tuttavia nel numero successivo si scopre che è soltanto un consulente privato della Ferris Aircraft e che lui e Carol andarono a pranzo insieme, secondo Carol, "solo per affari". Mentre ispezionava la navicella schiantata di Abin Sur, Hammond venne a contatto con frammento di meteorite nel reattore della navicella. Questo portò ad una crescita maggiore del suo cervello, permettendogli di leggere le menti, incluse quelle di Carol Ferris e di Hal Jordan, e fu così che scoprì che quest'ultimo era Lanterna Verde. I suoi poteri mentali non permisero ad Hal di utilizzare il suo anello e fu fermato solo quando Sinestro inglobò la sua testa in una bolla d'energia, tagliando la sua riserva d'aria. Nel numero 35 volle i poteri di un dio per vendicarsi di Hal Jordan.

## Poteri e abilità
Hector Hammond nel suo stato di genio dall'alto intelletto, possiede poteri telepatici e abilità telecinetiche che gli permettono addirittura di assorbire e redirigere mentalmente il plasma smeraldo dell'anello di Lanterna Verde.

## Altri media

### Cinema
- Hector Hammond è l'antagonista secondario del film Lanterna Verde (2011), interpretato da Peter Sarsgaard. In questa versione è uno scienziato che ottiene telecinesi e telepatia dopo essere entrato in contatto con un frammento dell'energia gialla di Parallax.